# Червічешть
Червічешть, Червічешті (рум. Cervicești) — село у повіті Ботошані в Румунії. Входить до складу комуни Міхай-Емінеску.
Село розташоване на відстані 375 км на північ від Бухареста, 12 км на північний захід від Ботошань, 108 км на північний захід від Ясс.

## Населення
За даними перепису населення 2002 року у селі проживали 873 особи, усі — румуни. Усі жителі села рідною мовою назвали румунську.